# Brachychthoniidae
Brachychthoniidae (лат.) — семейство панцирных клещей (Oribatida).

## Описание
Панцирные клещи, размером от мелких до очень мелких (значительно менее 1 мм, обычно 0,2—0,3 мм). Тело удлинённое и умеренно склеротизированное; покровы гладкие; цвет от бледно-жёлтого до коричневатого. Спинная поверхность с 2 поперечными бороздками и разделена на 3 щитка-склерита. Нотогастер с 16 парами щетинок. Одна из наиболее широко распространённых групп орибатид, включая субарктические регионы.
Две трети видов встречаются в Голарктике, в одной только Австрии известно около 40 видов. Они являются обычными обитателями лесной подстилки и мхов, но встречаются и в ксерических лугах или в тундре с лишайниками, а также в сыром гумусе и почве, причём в некоторых местах их находили со значительным обилием (Schweizer 1956, Moritz 1976a, b, Леонов 2020). Brachychthoniidae — одни из самых мелких орибатидных клещей, длина большинства взрослых особей варьирует в пределах 120—250 мкм. Они часто упускаются из виду и, очевидно, недостаточно представлены в ряде фаунистических и экологических исследований.

## Классификация
В семейство включают 12 родов и около 170 видов и выделяют в отдельное надсемейство Brachychthonioidea.
Группу включают в инфраотряд Enarthronota (которую иногда рассматривают в ранге надкогорты).
- Arcochthonius Schatz, 2021[3]
- Brachychthonius Berlese, 1910
- Eobrachychthonius Jacot, 1936
- Liochthonius Hammen, 1959
- Mixochthonius Niedbala, 1972
- Neobrachychthonius Moritz, 1976
- Neoliochthonius Lee, 1982
- Papillochthonius Gil-Martín, Subías & Arillo, 1992
- Poecilochthonius Balogh, 1943
- Sellnickochthonius Krivolutsky, 1964
- Synchthonius Hammen, 1952
- Verachthonius Moritz, 1976